# 機坪

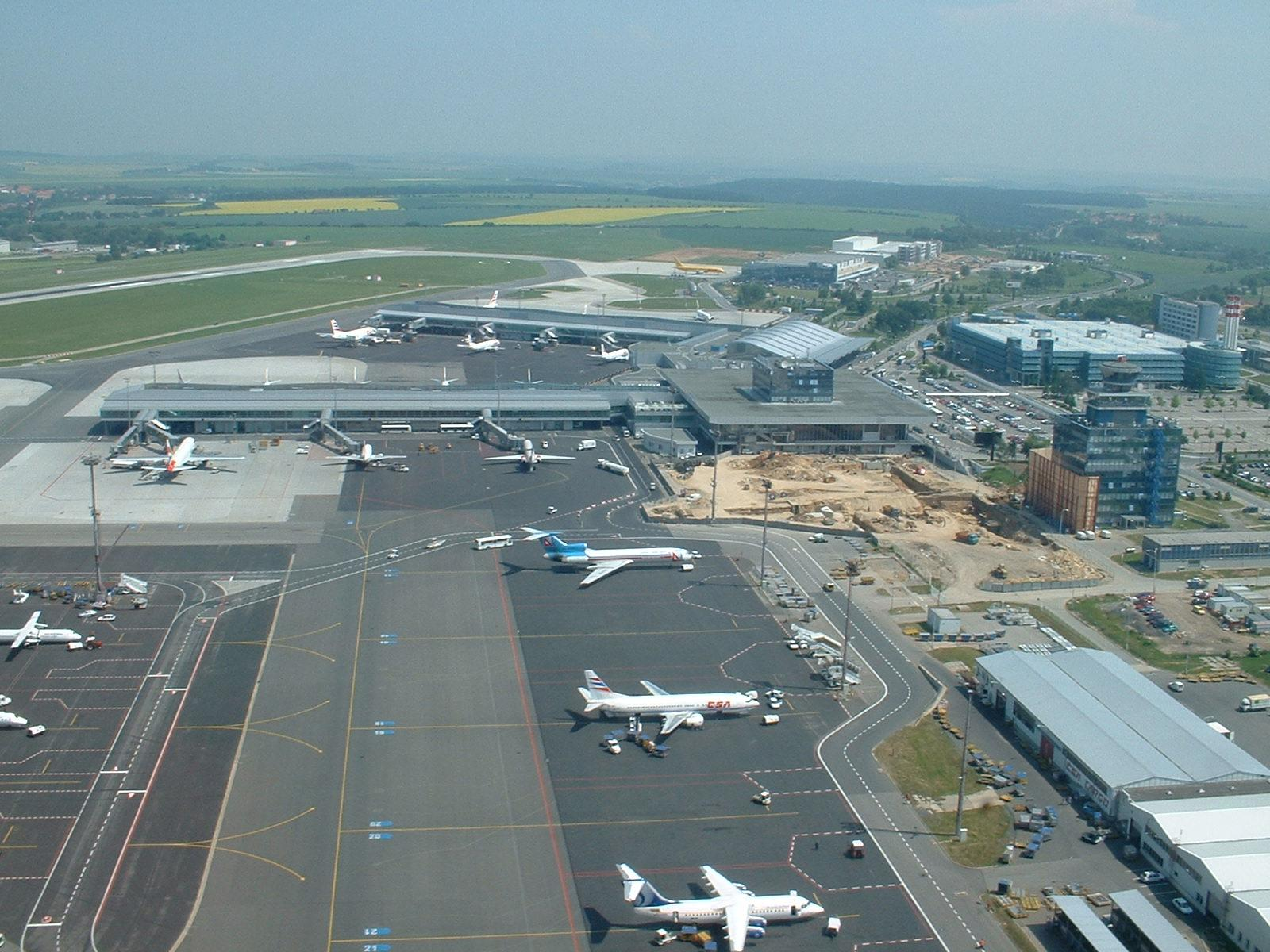
捷克布拉格機場的機坪

機坪，又稱停機坪（ramp或apron），指的是機場內供飛機停放的平地，用以上下旅客或貨物、清掃、加油、簡易的檢修等，在航空展時還會擴充為飛機的展示場及飛行表演的觀眾席。
機坪的共通特色：平坦、無阻礙物、受控制塔監視。